# Phigys solitarius
Il lori dal collare (Phigys solitarius (Suckow, 1800)) è un uccello della famiglia degli Psittaculidi.

## Descrizione
Uccelletto compatto, con taglia attorno ai 20 cm, si presenta con colorazione base verde nelle parti superiori, rossa in quelle inferiori. Ha un minimo dimorfismo sessuale: il maschio presenta fronte, corona e parte della nuca viola scuro, mentre la femmina violetto; la parte terminale della nuca, scendendo leggermente lungo i lati del collo, è verde; il collo è per il resto rosso intenso come le guance, la gola, il petto e l'addome; le ali sono verdi; c'è una banda ventrale violetta che stacca nettamente dal sottocoda verde. Il becco è arancio, l'iride bruno-rossa e le zampe rosate.

## Biologia
Abita le foreste costiere ricche di palme da cocco dei cui fiori è goloso, come di quelli dell'Erythrina indica e del tulipano africano (Spathodea campanulata). Oltre che di fiori e polline la sua dieta è anche ricca di frutti maturi.
Costruisce il nido nel cavo di un albero; la femmina depone 2 uova e la cova dura 30 giorni. Il maschio aiuta moltissimo nello svezzamento dei piccoli che, quando chiedono il cibo, emettono un pigolio che sembra il ticchettio di un orologio mentre sbattono forsennatamente le ali; lasciano il nido a 9 settimane dalla schiusa.

## Distribuzione e habitat
Vive sulle isole più grandi dell'arcipelago delle Figi. Nel 1967 Mercer lo descrisse come comune, sottolineando che era facile incontrarlo in piccoli gruppi che si muovevano tra gli alberi, senza timore, alla ricerca di cibo. Oggi purtroppo è molto raro sia in natura sia in cattività. È riprodotto con successo negli Stati Uniti, nello zoo di San Diego, e in Australia, nel Toronga Zoo di Sydney.